# Karlshamnstravet
Karlshamnstravet eller Arena Albertswill  är en travbana i Tostarp strax norr om Karlshamn. Banan invigdes den 8 augusti 1993.
Banovalen är 800 m lång och upploppet 157 m. Ett unikt signum för Karlshamnstravet är att all publik samlas på banans innerplan.
Travbanan drivs i samarbete med Blekinge Travsällskap. 
Den 21 juli 2016 segrade Torbjörn Jansson med travaren Ed Tanic på Karlshamnstravet, vilket gjorde Jansson till den första och hittills (år 2016) enda kusk som har vunnit lopp på samtliga av Sveriges 33 travbanor.

## Evenemang
Smakfestivalen hålls här sedan 2011. Närodlade råvaror och förädlade produkter från bygden tillhandahålls av ett 60-tal utställare i ett samarrangemang tillsammans med Karlshamns kommun.